# Boulton & Paul P.64
Die Boulton & Paul P.64 Mailplane („Postflugzeug“), auch als Mail-Carrier („Posttransporteur“) bezeichnet, war ein zweimotoriger Doppeldecker des britischen Herstellers Boulton & Paul Ltd aus den 1930er-Jahren. Das Ganzmetallflugzeug entstand im Auftrag der Imperial Airways. Nur der Prototyp wurde gebaut.

## Geschichte
Boulton & Paul entwickelte das Flugzeug nach den Vorgaben des Air Ministry. Gefordert wurde ein schnelles Postflugzeug, das bis zu tausend Pfund (454 kg) Luftfracht über tausend Meilen (1609 km) befördern konnte.
Die P.64 absolvierte ihren Erstflug am 23. März 1933. Das Flugzeug erwies sich allerdings als zu teuer und zeigte unbefriedigende Eigenschaften. Am 21. Oktober 1933 stürzte der Prototyp während eines Testflugs ab.
Boulton & Paul entwickelte anschließend eine leichtere Version mit schlankerem, gestrecktem Rumpf, die Boulton & Paul P.71A.

## Konstruktion
Die Besatzung bestand aus zwei Piloten und einem Navigator. Als Antrieb dienten zwei an den oberen Tragflächen befestigte Sternmotoren Bristol Pegasus I Mk.2 mit jeweils 415 kW Leistung. Der zwischen den Tragflächen angeordnete Rumpf hatte einen rechteckigen Querschnitt. Das Flugzeug wies eine aus Stahl und Duraluminium bestehende und mit Stoff bespannte Konstruktion sowie ein starres Spornfahrwerk auf.

## Technische Daten
| Kenngröße             | Daten                                                                  |
| --------------------- | ---------------------------------------------------------------------- |
| Besatzung             | 3                                                                      |
| Länge                 | 12,95 m                                                                |
| Spannweite            | 16,46 m                                                                |
| Höhe                  | 3,96 m                                                                 |
| Flügelfläche          | 70,2 m²                                                                |
| Leermasse             | 3180 kg                                                                |
| Startmasse            | 4760 kg                                                                |
| Höchstgeschwindigkeit | 275 km/h                                                               |
| Dienstgipfelhöhe      | 6860 m                                                                 |
| Reichweite            | 2010 km                                                                |
| Triebwerke            | zwei 9-Zylinder-Sternmotoren Bristol Pegasus I Mk.2 mit jeweils 415 kW |